# Arnie Johnson
Arnitz L. „Arnie” Johnson (ur. 16 maja 1920 w Gonvick, zm. 6 czerwca 2000 w Rochester) – amerykański koszykarz, występujący na pozycjach silnego skrzydłowego lub środkowego, mistrz NBA z 1951.

## Osiągnięcia
College
- Wybrany do[3]:
  - składu honorable mention All-American (1941 przez Converse)
  - II składu  National Association of Intercollegiate Basketball (NAIB – 1942)

NBL
- Wicemistrz NBL (1947, 1948)

NBA
- Mistrz NBA (1951)[2]

Inne
- Wybrany do galerii sław sportu[1]:
  - Bemidji State Athletics Hall of Fame (1978)
  - Northern Sun Intercollegiate Conference Hall of Fame (1986)